# Vazahas
 (mars 2018).
Si vous disposez d'ouvrages ou d'articles de référence ou si vous connaissez des sites web de qualité traitant du thème abordé ici, merci de compléter l'article en donnant les références utiles à sa vérifiabilité et en les liant à la section « Notes et références ».
Les Vazahas sont une minorité ethnique de Madagascar constituée par les étrangers non-malgaches d'origine européenne (majoritairement française). Ils constituent le groupe ethnique non-malgache le plus important de l'île.

## Étymologie
En malgache, le mot vazaha signifie « étranger » et désigne un individu d'origine européenne blanche.
Ce mot viendrait de l'époque du règne de la reine Ranavalona 1er, laquelle, dans sa volonté de « malgachisation » avait fait recenser (en malgache « recenser » se dit voazaha) les étrangers.[réf. nécessaire]

## Statut actuel
La grande majorité de la population européenne actuelle à Madagascar sont des immigrés français et leurs descendants qui se sont installés à Madagascar pendant la colonisation française, et sont appelés localement zanatany (« natifs du lieu », littéralement « enfant de la terre » de zana = « enfant » et tany = « terre »). D'autres s'y sont installés après l'indépendance, notamment en tant qu'entrepreneurs ou coopérants.
Rien que pour les ressortissants français, en décembre 2022, le Registre des Français établis hors de France comptabilisait 16 000 personnes vivant à Madagascar. Ce serait même la plus importante communauté française du continent africain après ceux résidant au Maroc.

## Dans le langage courant
Si à l'origine, pour les malgaches, le terme de « vazaha » était associé à l'Européen, détenteur de pouvoir, de savoir et de richesse, il s'est étendu par la suite aux autochtones ayant acquis un certain statut social, les mettant parfois dans une position d'être considéré comme un « étranger » s'étant désolidarisé du groupe social auquel il appartenait à l'origine.

## Personnalités
- André Brunel (1912-1981)
- Claude Simon (1913-2005)
- Jean-Patrick Lebel (1942-2012)
- Antoine (chanteur) (1944-)
- François Thibaux (1947-)
- Philippe Jeantot (1952- )
- Philippe Eidel (1956-2018)